# Sandhikharka
Sandhikharka (en népalais : सन्धिखर्क) est une municipalité du Népal située dans la province de Lumbini et chef-lieu du district d'Arghakhanchi. Au recensement de 2011, elle comptait 41 079 habitants.
Elle regroupe les anciens comités de développement villageois de Sandhikharka, Narapani, Khanchikot, Kimadanda, Argha, Dibharna et Wangla.